# Sekwencja RGD
Sekwencja RGD – sekwencja peptydowa składająca się z aminokwasów argininy, glicyny i kwasu asparaginowego (Arg-Gly-Asp, RGD). 